# Bangweulusee
Der Bangweulusee (Bemba für Ort, wo das Wasser den Himmel trifft, auch Bangweolosee; englisch Lake Bangweulu; früher Lake Bemba) ist ein See im Nordosten Sambias. Er liegt an der tiefsten Stelle des Bangweulubeckens.

## Beschreibung
Der Bangweulusee ist weniger als ein Einzelgewässer zu verstehen. Er und angrenzende Sumpfgebiete umfassen ein komplexes System von Feuchtgebieten. Er ist verbunden mit einer Vielzahl an kleineren Seen. Dei beiden größte von ihnen, neben dem Bangweulusee selber, ist der im Südosten liegende Walilupesee und der westliche Chifunabulisee, die über Kanäle mit dem Bangweulusee verbunden sind. Die Seen werden meist als einer betrachtet. Trockenes Land findet sich in Form von Inseln, von denen die größeren bewohnt und bewirtschaftet sind.

## Geografie

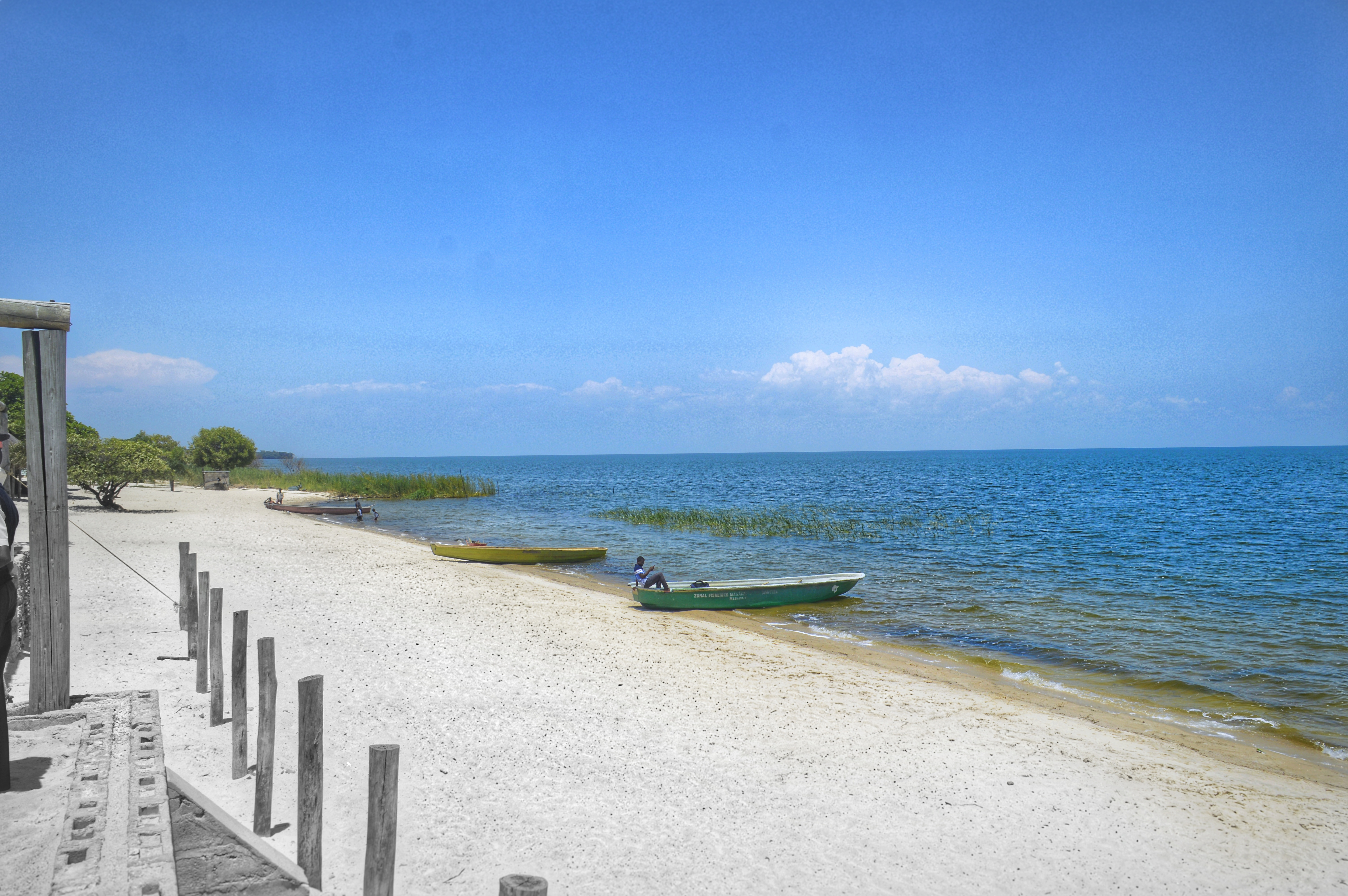
Der Bangweulusee in Samfya.

Er befindet sich in einem etwa 1140 m hoch gelegenen Becken. Der See erstreckt sich in der Trockenzeit 80 km in Nord-Süd und 40 km in Ost-West-Richtung. Er wird durch die Sedimentanspülungen der Zuflüsse zunehmend sumpfig, wodurch die Bangweulusümpfe immer größer werden und je nach Wasserstand die Seegröße variiert. Dem maximal etwa 10 m tiefen See, der von 17 Zuflüssen, darunter von einem Seitenarm des Chambeshis gespeist wird, entfließt der Luapula, der in den Mwerusee mündet und über den an ihn anschließenden Luvua ein Nebenfluss des Kongos ist. Die Region weist hohe Niederschläge auf, die jährlich zwischen 1200 und 1400 mm liegen.
Der Ort Samfya liegt am Südwestufer des Sees. Er ist Sitz der Verwaltung des gleichnamigen Distrikts. Auf der Westseite liegt zudem der Ort Lubwe.

## Ökologie
Ein Teil des Bangweulusees und umliegende Feuchtgebiete wurden 1991 als Ramsar-Gebiet Bangweulusümpfe ausgewiesen, das 2007 von 2500 km² auf 11.000 km² erweitert wurde und seitdem den größten Teil des Sumpfgebiets abdeckt.

## Wirtschaft
Jährlich werden im See etwa 15.000 Tonnen Fisch gefangen. Er ist damit der wichtigste lokale Wirtschaftsfaktor.

## Entdeckung
Als erster Europäer traf David Livingstone 1868 am Bangweulusee ein, und sechs Jahre später am 1. Mai 1873 starb er 200 km südlich des Sees, in Chipundu. Nach ihm lieferten genauere Erforschungen der französische Reisende Victor Giraud 1883 und der Engländer Thomson 1890. Poulett Weatherley umsegelte 1896 als Erster den See.